# 高田明美
高田 明美（たかだ あけみ、1955年3月31日 - ）は、アニメや装幀画で活動する日本のキャラクターデザイナー、イラストレーター、宝飾デザイナー。

## 経歴・人物
東京都出身。多摩美術大学（グラフィックデザイン専攻）卒業後、タツノコプロ入社。1981年からフリー。2003年よりジュエリー制作に目覚めたことで、2007年春に自身のブランド「ANGEL MYTHOS」を立ち上げ、現在は宝飾デザイナーとしても活動している。
『科学忍者隊ガッチャマン』の「大鷲のケン」のファンである。「『ガッチャマン』がなければ、たぶんアニメ界には入っていなかったでしょうね」と述べている。
「アニメーターとしてのペンネームはAKEMI」というのは誤った情報である。このことは、自身のブログでも否定している。

## 主な作品

### アニメーション
- 科学忍者隊ガッチャマンII（1978年、キャラクターデザイン）
- 科学忍者隊ガッチャマンF（1979年、キャラクターデザイン）
- まいっちんぐマチコ先生（1981年、キャラクターデザイン[4][5]※ノンクレジット）
- うる星やつら（1981年、キャラクターデザイン、作画監督)
- 魔法の天使クリィミーマミ（キャラクターデザイン）
- 未来警察ウラシマン（第30話、キャラクターデザイン）
- トワイライトQ 時の結び目 REFLECTION（1987年、キャラクターデザイン）
- アーバンスクウェア 琥珀の追撃（1986年、キャラクターデザイン）
- めぞん一刻（キャラクターデザイン）
- きまぐれオレンジ☆ロード（キャラクターデザイン）
- 機動警察パトレイバー（キャラクターデザイン）
- 魔法のステージファンシーララ（キャラクターデザイン）
- リカちゃんの日曜日（1992年、キャラクターデザイン）
- CoCO&NiCO（2016年、キャラクターデザイン）

### ゲーム
- ミサの魔法物語（1998年、キャラクターデザイン）
- かえるの絵本 〜なくした記憶を求めて〜（1999年、キャラクターデザイン）

### イラスト提供作品
- 永遠のフィレーナ（首藤剛志）
- 第五惑星アスカ（六道慧）
- 時の光、時の陰（六道慧）
- 羅刹王（六道慧）
- 新宿少年探偵団シリーズ（太田忠司）
  - シリーズ7作目「まぼろし曲馬団の逆襲」以降のイラストを担当
- エクウス（吉岡平）
- 人媒花シリーズ（麻城ゆう）
- 西風の戦記＜朝日ソノラマ版＞（田中芳樹）
- 山本正之'88（山本正之のアルバムジャケット）
- 雑誌「PC Engine FAN」表紙イラスト
- クリィミーマミはなぜステッキで変身するのか?（布川ゆうじ）カバーイラスト
- プログラム・アシャ　風たちの覚醒（葛城稜） ISBN 9784257765226
- 聖痕者ユウ（鳴海丈）
- 放課後、アイスティ（窪田僚）
- 真夏日、ウインディ（窪田僚）

## 画集ほか
- 『B-CLUB SPECIAL 高田明美アートブック コンプリート・ビジュアルワークス』（バンダイ、1986年9月20日初版発行）ISBN 4-89189-375-3
- 『B-CLUB SPECIAL 高田明美アートブック2 クリステラ』（バンダイ、1987年11月20日初版発行）ISBN 4-89189-331-1
- 『高田明美画集 THE MOBILE POLICE PATLABOR Pulsation』（富士見書房、1990年11月20日初版発行）ISBN 4-8291-9106-6
- 『高田明美画集 世界樹 YGG-DRASIL』（富士見書房、1991年7月30日初版発行）ISBN 4-8291-9109-0
- 『ANNIVERSARY アニバーサリー 高田明美』（バンダイ、1993年6月10日初版発行）ISBN 4-89189-297-8
- 『高田明美画集 THE MOBILE POLICE PATLABOR [Air]』（富士見書房、1993年8月15日初版発行）ISBN 4-8291-9113-9
- 『高田明美画集 Tir na sorcha』（富士見書房、1995年8月25日初版発行）ISBN 4-8291-9117-1
- 『高田明美オリジナル画集 Misty Orb [ミスティ・オーブ]』（NTT出版、1996年3月28日第1刷発行）ISBN 4-87188-441-4
- 『高田明美画集 MADOKA』（角川書店、2001年3月31日初版発行）ISBN 4-04-853294-4
  - 「きまぐれオレンジ☆ロード」のイラストBOOK
- 『高田明美画集 Creamy Mami Memories of Magical World』（ソフトバンク パブリッシング、2001年11月1日初版発行）ISBN 4-7973-1566-0
  - 「クリィミーマミ」シリーズ、20世紀までの魔法少女シリーズの集大成
- 『PATLABOR ILLUSTRATION WORKS now or never 高田明美 パトレイバー画集』（富士見書房、2002年3月25日初版発行）ISBN 4-8291-9125-2
  - カラー画集、ドローイング画集、DVDのセットが発売された。収録イラストは、カラー画集150点以上、ドローイング画集は100点以上。DVDには、カバーイラストの「メイキング映像」約35分、小説挿絵イラストに声優である冨永みーなの朗読を収録した「小説挿絵ギャラリー」25分、さらに副音声に高田明美と冨永みーなの対談を収録。
- 『高田明美画集 GIRL'S MAGIC』（ホビージャパン、2008年1月22日第1刷発行）ISBN 978-4-89425-654-5
- 『高田明美画集 LA†MADONNA ラ・マドンナ』（ホビージャパン、2009年5月1日初版発行）ISBN 978-4-89425-865-5
  - 約7割は「きまぐれオレンジ☆ロード」シリーズで集大成
- 『これまでも これからも いつだって クリィミーマミ!』（ホビージャパン、2014年9月13日初版発行）ISBN 978-4-7986-0868-6
- 『Angel Touch 〜エンジェルタッチ〜 高田明美画集』（徳間書店、2020年9月30日初版発行）ISBN 978-4-19-865165-7

## テクニックブック
- 『色彩王国』（美術出版社、1997年11月15日初版発行）ISBN 4-568-50195-4
- 『KADOKAWA MOOK「アート探険隊」HOW to ART VOL.2 MIXED MEDIA LESSON』（角川書店〈カドカワムック ニュータイプ100%コレクション・エクストラ〉、1995年3月10日初版発行）雜誌62480-38
- Comickersテクニックブック『イラストスタートアップガイド アクリル絵具 Acrylic Color』（美術出版社、2002年2月1日初版発行）ISBN 4-568-50230-6
- 『キャラクターイラストの描き方 女の子を可愛く描く—キャラクターイラストの制作過程』（誠文堂新光社、2011年2月28日発行）ISBN 978-4-416-61026-8